# Odemira
Odemira ist eine Kleinstadt (Vila) und ein Kreis (Concelho) in Portugal mit 29.538 Einwohnern (Stand 19. April 2021). Odemira gehört zum Alentejo Litoral und zum Distrikt von Beja.

## Geografie
Odemira liegt etwa 100 km südwestlich der Distrikthauptstadt Beja und ist etwa 10 km östlich von der Atlantikküste entfernt. Das Küstengebiet der Region wird durch den Fluss Mira durchzogen und ist Teil des Naturparks Parque Natural do Sudoeste Alentejano e Costa Vicentina.

## Geschichte
Funde und Ausgrabungen belegen eine Besiedlung des Ortes vor der Ankunft der Römer. Die Mauren eroberten das Gebiet ab dem frühen 8. Jahrhundert und errichteten hier Befestigungsanlagen. Im Verlauf der Reconquista kam es 1166 zum Königreich Portugal. Im Jahr 1256 erhielt Odemira erstmals Stadtrechte (Foral). 1265 erhielt der Ort neue Festungsanlagen, die König D.Dinis im Jahr 1319 erweitern ließ. 1510 erneuerte König Manuel I. die Stadtrechte. Im Verlauf der Verwaltungsreformen nach der Liberalen Revolution 1822 und dem Miguelistenkrieg wurde der Kreis Odemira Mitte des 19. Jahrhunderts deutlich erweitert.

## Kultur, Sehenswürdigkeiten und regelmäßige Veranstaltungen
Der Ort liegt am Rand des Parque Natural do Sudoeste Alentejano e Costa Vicentina, einem Naturschutzgebiet, das sich an der gesamten südwestportugiesischen Küste entlangzieht. Wanderwege sind angelegt.
Seit 1996 wird in der Gemeinde Zambujeira do Mar das Sudoeste-Festival veranstaltet, das zehntausende Gäste aus aller Welt anzieht. 2012 waren vom 1. bis 5. August Ben Harper, Eddie Vedder, David Guetta, The Roots, die Thievery Corporation, The Vaccines u. v. m. zu Gast.
Zu den Baudenkmälern gehören verschiedene Gemeindefriedhöfe, Brücken, historische öffentliche Gebäude und private Wohnhäuser, alte Brunnenanlagen, der Leuchtturm Farol do Cabo Sardão, Wind- und Wassermühlen, und eine Vielzahl Sakralbauten. Auch einige historische Ortskerne stehen als Ganze unter Denkmalschutz, so der von Odemira selbst.
Das Cineteatro Camacho Costa mit seinen Theateraufführungen, Kinoprogramm und Fachkonferenzen, die vielseitig aktive städtische Bibliothek Biblioteca Municipal, und die Kulturzentren der Gemeinden sind die wesentlichen Orte des kulturellen Lebens des Kreises.
Zehn Kilometer flussaufwärts von Odemira entfernt liegt die Talsperre Santa Clara.

## Verwaltung

### Kreis
Odemira ist Verwaltungssitz eines gleichnamigen Kreises und Teil des Alentejo Litoral; dies ist eine Subregion in Portugal.
Es handelt sich flächenmäßig um den größten Landkreis Portugals. Im Norden wird er durch die Landkreise von Sines und Santiago do Cacém, im Osten durch den Landkreis von Ourique, im Süden durch Monchique, Silves und Aljezur begrenzt, und im Westen befindet sich der Atlantische Ozean.
Mit der Gebietsreform im September 2013 wurden mehrere Gemeinden zu neuen Gemeinden zusammengefasst, sodass sich die Zahl der Gemeinden von zuvor 17 auf 14 verringerte.
Die folgenden Gemeinden (Freguesias) liegen im Kreis Odemira:

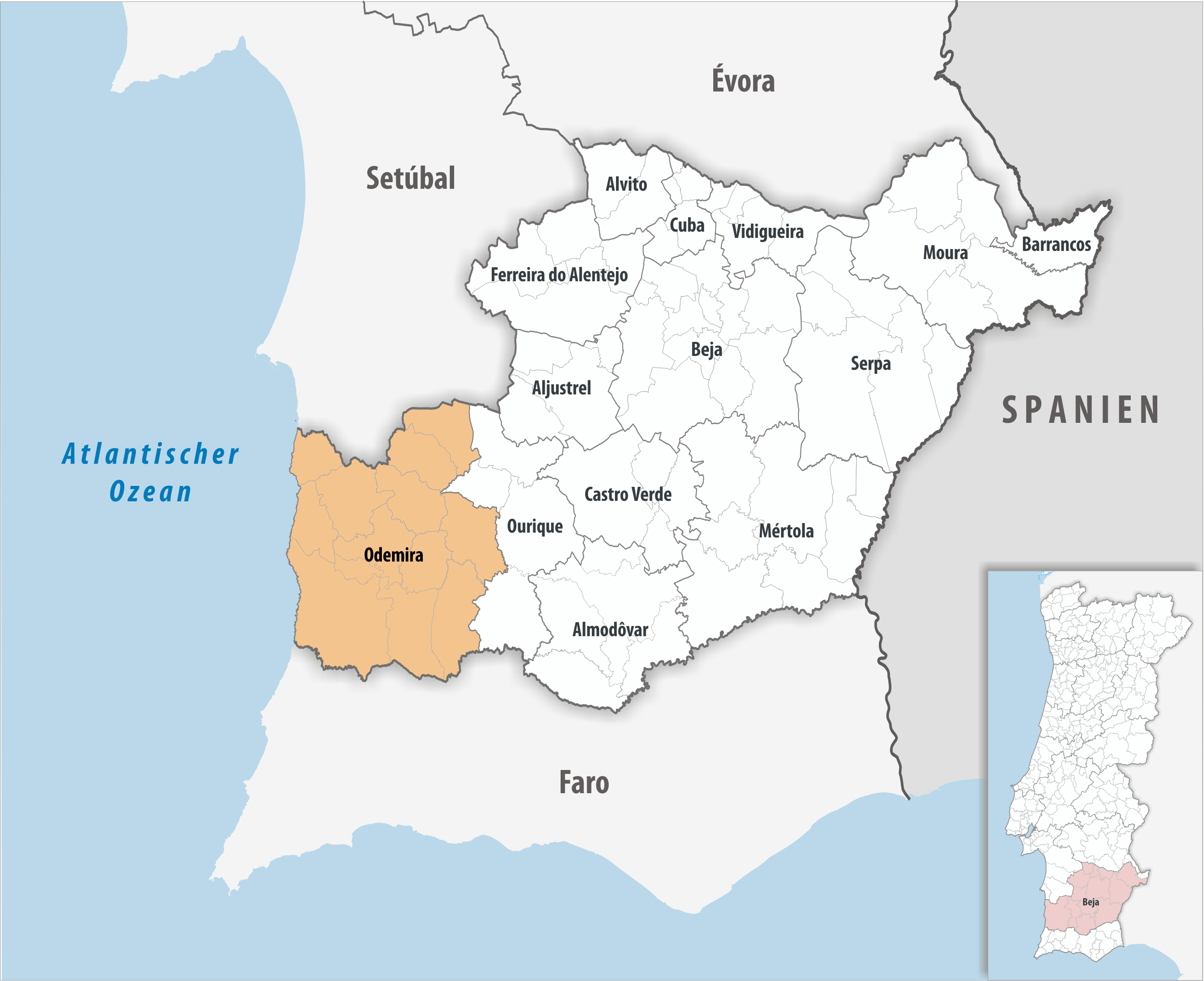
Kreis Odemira

| Gemeinde                   | Einwohner (2021) | Fläche km² | Dichte Einw./km² | LAU- Code |
| -------------------------- | ---------------- | ---------- | ---------------- | --------- |
| Boavista dos Pinheiros     | 1.975            | 37,85      | 52               | 021116    |
| Colos                      | 820              | 109,77     | 7                | 021118    |
| Longueira/Almograve        | 2.334            | 91,69      | 25               | 021117    |
| Luzianes-Gare              | 374              | 94,36      | 4                | 021115    |
| Relíquias                  | 995              | 120,08     | 8                | 021102    |
| Sabóia                     | 922              | 155,42     | 6                | 021103    |
| Santa Clara-a-Velha        | 633              | 163,67     | 4                | 021119    |
| São Luís                   | 1.883            | 146,65     | 13               | 021106    |
| São Martinho das Amoreiras | 1.047            | 144,17     | 7                | 021107    |
| São Salvador e Santa Maria | 3.373            | 121,00     | 28               | 021120    |
| São Teotónio               | 8.699            | 347,25     | 25               | 021121    |
| Vale de Santiago           | 823              | 112,21     | 7                | 021122    |
| Vila Nova de Milfontes     | 5.660            | 76,48      | 74               | 021111    |
| Kreis Odemira              | 29.538           | 1.720,60   | 17               | 0211      |

### Bevölkerungsentwicklung
| Einwohnerzahl im Kreis Odemira (1801–2011) | Einwohnerzahl im Kreis Odemira (1801–2011) | Einwohnerzahl im Kreis Odemira (1801–2011) | Einwohnerzahl im Kreis Odemira (1801–2011) | Einwohnerzahl im Kreis Odemira (1801–2011) | Einwohnerzahl im Kreis Odemira (1801–2011) | Einwohnerzahl im Kreis Odemira (1801–2011) | Einwohnerzahl im Kreis Odemira (1801–2011) | Einwohnerzahl im Kreis Odemira (1801–2011) | Einwohnerzahl im Kreis Odemira (1801–2011) |
| ------------------------------------------ | ------------------------------------------ | ------------------------------------------ | ------------------------------------------ | ------------------------------------------ | ------------------------------------------ | ------------------------------------------ | ------------------------------------------ | ------------------------------------------ | ------------------------------------------ |
| 1801                                       | 1849                                       | 1900                                       | 1930                                       | 1960                                       | 1981                                       | 1991                                       | 2001                                       | 2011                                       |                                            |
| 6390                                       | 11.669                                     | 20.489                                     | 32.541                                     | 43.999                                     | 29.463                                     | 26.418                                     | 26.106                                     | 26.036                                     |                                            |

### Kommunaler Feiertag
- 8. September

## Verkehr
Die Eisenbahnstrecke Linha do Sul verläuft durch den Kreis Odemira, mit mehreren Haltepunkten. Die Nationalstraßen N123 und N263 queren Odemira und stellen die Verbindung des Kreises zur 37 km entfernten IC1 und zur etwa 60 km entfernten Autobahn A2.
Odemira ist in das landesweite Busnetz der Rede Expressos eingebunden.

## Wirtschaft
Bei Odemira liegen Plantagen von Beeren, die von Arbeitsmigranten aus Osteuropa und Asien für einen Hungerlohn geerntet werden. In der Region herrscht aufgrund der Intensivlandwirtschaft Wasserknappheit, sowohl für die Einwohner als auch für die Natur in der Region.

## Söhne und Töchter
- Damiano de Odemira (vermutlich 1480–1544), Schachautor
- Augusto da Fonseca Júnior (1895–1972), Politiker und Sportfunktionär
- Pedro de Almada Pereira († 1911), Großgrundbesitzer und Journalist
- José Cheta (* 1945), Musiker
- Camacho Costa (1946–2003), Schauspieler
- Manuel da Silva Graça (* 1959), Volksdichter und Sänger
- Nuno Amaro Martins Dâmaso (* 1976), Fußballspieler